# Guararapes
21°15′39″N 50°38′34″T / 21,26083°N 50,64278°T

Guararapes

Guararapes là một đô thị gần Araçatuba ở bang São Paulo của Brasil. Năm 2004, đô thị này có dân số 29.948 người và diện tích là 959,12 km². Đô thị này nằm ở độ cao 415 m. Tên gọi địa danh này có nguồn gốc tiếng Tupi.
Theo điều tra dân số năm 2000, đô thị này có chỉ số phát triển con người 0,802, tuổi thọ bình quân 74,58 năm, tỷ lệ biết đọc biết viết 90,60% dân số, tỷ lệ sinh (trẻ/mẹ) là 1,79, tỷ lệ trẻ dưới 1 tuổi tử vong (trên 1 triệu) là 10,2.
Đô thị này giáp với: Araçatuba, Bento de Abreu, Gabriel Monteiro, Piacatu, Rubiácea, Salmourão và Valparaíso